# マルクス・ポルキウス・カト・ウティケンシス
マルクス・ポルキウス・カト・ウティケンシス（ラテン語: Marcus Porcius Cato Uticensis、 紀元前95年 - 紀元前46年4月）は、共和政ローマ期の政治家、哲学者である。高潔で実直、清廉潔白な人物として知られる。ポエニ戦争の時代に活躍したマルクス・ポルキウス・カト・ケンソリウス（大カト）の曾孫にあたり、曾祖父と区別するためウティカのカト（カト・ウティケンシス、Cato Uticensis）または小カト（Cato Minor）と称される。セルウィリア・カエピオニスは異父姉、マルクス・ユニウス・ブルトゥスは甥で婿に当たる。

## 生涯

### 幼少期・青年期
カトは紀元前95年にマルクス・ポルキウス・カト・サロニアヌスと妻リウィアの息子として生まれたが、幼少期に両親を失った為、母方の叔父であったマルクス・リウィウス・ドルスス (護民官)の許に預けられ、異父兄のクィントゥス・セルウィリウス・カエピオ（小カエピオの息子）らと共に育てられた。
あるときドルスス宅を訪れていた同盟市戦争の指導者の一人、クィントゥス・ポッパエディウス・シロに、ローマ市民権獲得のために叔父に口添えするよう、逆さ吊りにされ脅されたが、幼いカトはきっぱりと断ったという。シロはカトの勇気を讃え、「彼が幼くて良かった。彼が大人だったら、我々は民会で票を獲得できなかったろう」と叔父ドルススに語ったという。その叔父もイタリック人に市民権を与える提案に失敗し、カトが4歳の時に暗殺された。早くから親類者を失うという不遇な若年期を過ごしたが、異父兄カエピオとは大変仲が良かったとされる。
成人したカトは両親が残した遺産を受け取った後に叔父の家を出て、ストア派哲学と政治の研究を始めた。当初は曽祖父の大カトとは異なり穏やかな生活であったが、ここで最低限の衣服と雨に耐えることを学んだ。贅沢は避け、必要最小限の食事と、市場で簡単に手に入る安価なワインを好んで飲んだと伝えられる。これらはストア派の哲学に基づくものであった。また、ストア派のフォーラムに参加した時は、その弁論で大いに評価を受けた。
カトは最初にアエミリア・レピダ（Aemilia Lepida）と婚約したが、アエミリアは婚約を破棄してクィントゥス・カエキリウス・メテッルス・ピウス・スキピオ・ナシカ（メテッルス・スキピオ）と結婚した。その後カトはアティリア（Atilia）と結婚。アティリアとの間に息子マルクス、娘ポルキアが生まれた。

### キャリア初期
紀元前72年、第三次奴隷戦争で執政官ルキウス・ゲッリウス・プブリコラ配下の幕僚（トリブヌス・ミリトゥム）として従軍したカエピオのために義勇軍として参戦。ゲッリウス軍は敗北を喫したが、カトは果敢さを示し一定の評価を得た。ゲッリウスは賞を与えようとしたが辞退した。
紀元前67年、カトはマケドニア属州で軍務についた。トリブヌス・ミリトゥムとしてローマ軍団の一つを担当して、寝食を兵士と共にし、厳しい軍律を兵士に強いたが、軍団兵はカトを支持したと伝えられる。カトがマケドニアで軍務に就いていた最中に、最愛の兄カエピオがトラキアで重篤に陥ったとの知らせを受けた。激しい荒天の中でカエピオの元へと向かったものの、到着した時には既にカエピオは死去していた。贅沢を生涯避けたカトであったが、唯一カエピオの葬儀だけは誰からも支援は受けずに自らの負担で大きな費用をかけたと伝わっている。カエピオの遺産は、カエピオの娘セルウィリア（Servilia）とカトの間で分けられた。
紀元前65年にマケドニアでの軍務を終えて、シリアや小アジアを旅した後にローマへ帰還したカトは、クァエストル（財務官）に選出された。カトはクァエストルに選出されると職務に必要な知識、特に税金に関連する法を勉強し、任期中に不正に国庫の資金を流用したクァエストル経験者を告発した。また、当時ローマで最も人気のあったグナエウス・ポンペイウスに近く、かつルキウス・コルネリウス・スッラの側近であった人物を、最初に国庫資金の不正流用、次いで殺人罪で告発した。年末にカトは退任したが、ローマ市民はカトに喝采を送ったと伝わっている。カトはクァエストル辞任後も不正への監視を続けた。

### カティリナ事件

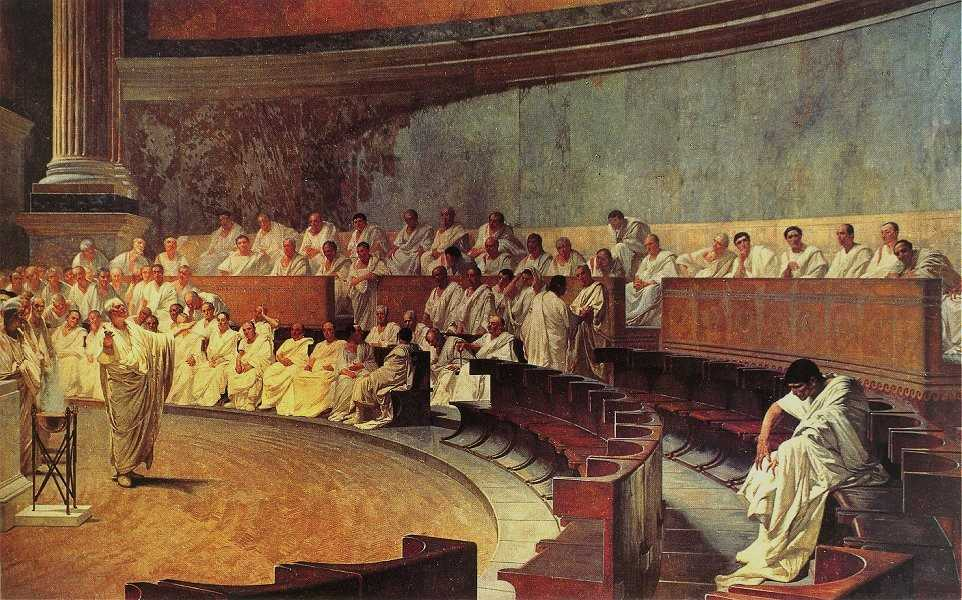
"Cicerone denuncia Catilina"、キケロによるカティリナ弾劾演説を描いたイタリア人画家チェーザレ・マッカリによる1888年の作

元老院議員となったカトは頑固な性格であり、元老院の会議は全て出席した上で、会議の席で政敵を批判した。
紀元前63年、カトは翌年の護民官に選出された。この年ローマを揺るがせていたルキウス・セルギウス・カティリナの一派による国家転覆の陰謀が発覚し、元老院はカティリナへ「セナトゥス・コンスルトゥム・ウルティムム」を決議した。カトはこれに対処していた執政官マルクス・トゥッリウス・キケロを支援する立場を取り、キケロはローマにいたカティリナの共謀者たちを捕らえた。元老院でガイウス・ユリウス・カエサルはカティリナの共謀者が有罪であることには同意したが、死刑とすることには反対し、財産を没収した上で一連の騒動が鎮静するまで獄に繋ぐべきと論陣を張った。一方で、カトはカティリナによる国家転覆の陰謀を鎮圧する為に、プブリウス・コルネリウス・レントゥルス・スラらのカティリナの共謀者を死刑にするように提案、カティリナに関るあらゆる人間を告発し、クィントゥス・ルタティウス・カトゥルスらもカトの提案に賛意を示した。結局はキケロによる裁断で、カティリナの協力者に対する死刑が決定。イタリア北部で挙兵準備していたカティリナは反乱を起こしたが、ローマ軍との戦いで敗死した。
カトにとって、生涯の政敵となったカエサルとの関係はこのカティリナ事件から始まることとなった。カトは、カエサルがカティリナ一派と共謀して国家転覆を企んでいたとしてカエサルを激しく追及した。元老院でのカエサルとカトの議論が行われていた最中に、カエサルに対して一通の文書が届けられた。カトはその文書に関して追及し、カエサルからその文章を受取ったが、カトの異父姉でカエピオの同父姉に当たるセルウィリアが、カエサルに宛てたラブレターであった為、カトは大いに恥をかき、以降はカエサルとセルウィリアの間の醜聞に議論が移ってしまい、上記の話題は吹き飛んでしまったと伝わっている。なお、セルウィリアは後に離婚を余儀なくされた。

### 三頭政治体制との対決
紀元前61年、シリア・パレスチナ等をローマの属州としたグナエウス・ポンペイウスは、凱旋式をローマで行う為に、執政官の選挙を凱旋式終了まで延期するように元老院へ依頼した。元老院の一部に認める動きがあったものの、カトはこれに反対して、ポンペイウスの提案は認められなかった。ポンペイウスは関係作りのために自身より遥かに若輩であったカトの娘を自らの妻へ迎えたいと申し込んだが、カトはこれに一切取り合わなかった為、ポンペイウスは人気を落とした。これらの仕打ちによってポンペイウスは元老院への不満を持つこととなった。
同年、ヒスパニア・ウルステリオル属州総督の任期を終えたカエサルも上記のポンペイウスと同様の内容を元老院へ依頼したが、元老院はこれを拒否。カトは元老院で日が暮れるまで長時間に及ぶ演説を行うことで議事進行の妨害行為を行った。その為、カエサルは凱旋式を諦めて、ポンペイウス及びマルクス・リキニウス・クラッススと政治同盟（第一回三頭政治）を結び、紀元前59年の執政官選挙でカエサルは三頭政治の密約の通りに執政官に当選した。カエサルの同僚の執政官はマルクス・カルプルニウス・ビブルス（カトの娘ポルキアの最初の夫）であったが、オプティマテスはカエサルへ対抗するためにビブルスへ進んで資金を提供した。清廉で知られたカトも必要悪としてこの買収を認めたと伝わっている。
カエサルは農地法案を提出したが、カトは農地法案の成立を長時間の演説によって阻止しようとしたため、カエサルはリクトルに命じてカトを元老院の議場から強制退場させた。しかし、一部の元老院議員が「カエサルと元老院にいるよりは、カトと共に牢獄にいる方が良い」と宣言し、多くの元老院議員もこの強制行為に対して異議を申し立てた。その為、カエサルはカトへの強制退場を解除させざるを得なかった。一方でカエサルは農地法案を反対の多かった元老院ではなく、市民集会へ提案した。ここでもカトやビブルスは反対の論陣を張ったが、市民から激しい抗議を受けたことからトーンダウンし農地法は成立した。なお、ビブルスは農地法成立以降は自宅に引き篭り、職務を放棄した。

### キプロスにて

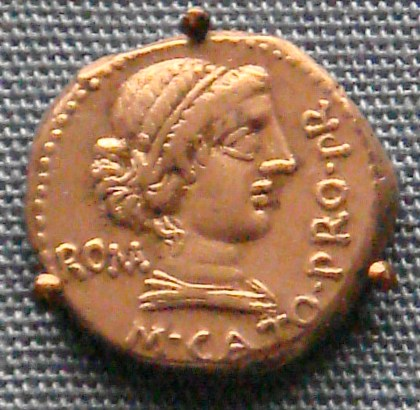
カトを描いた硬貨

紀元前58年からカエサルが総督としてガリアへ赴任し、ガリア戦争でガリア人との戦争を始めた中、三頭政治の力を使ってプレブスに養子入りし、護民官に当選したプブリウス・クロディウス・プルケルが頭角を現した。クロディウスはカトを疎ましく思ったことから、カトをキプロス併合のためにプロプラエトル（前法務官）格の総督として派遣することを提案し可決された。カトにとって不本意であったものの、決議に従ってキプロスへ向かうことを受け入れた。カトのキプロス派遣によって重石の外れた格好のクロディウスは、その後キケロのローマ追放へ邁進することとなる。キケロはカトのキプロス行きを、「嫌われ者のマルクス・カトは、それが彼にとってメリットがあるかのように、キプロス行きを依頼されている」と表現している。
キプロスに赴任したカトは無事にキプロスのローマへの併合を完了させた。キプロスは豊かな地方であったが、カトはクァエストルの職にあった時と同様に不正を行わなかったことから、属州総督後に当時のローマで頻発していた汚職による告発とは無縁であった。キプロス属州化によって、ローマは新たに銀貨で7,000タラントを得ることとなった。元老院はカトに対して、キプロスでの功績により凱旋式を行うように伝えたものの、法に反するとしてその申し出を拒否した。
なお、ローマへ帰還したキケロは「パトリキ出身のクロディウスが（プレブスしか就任資格の無いはずの）護民官に選出され、その職で行った法的措置は全て無効である」と発言・決議に持ち込んだのに対し、カトは「自分のキプロスでの功績が全て取り消されるのは横暴である」とキケロを批判したため、これ以降、カトはキケロとの仲が冷却化したと伝わっている。

### カエサルとの対決
紀元前56年3月にローマへ戻ったカトは、その年に三頭の間で行われたルッカ会談でポンペイウスとクラッススが紀元前55年の執政官に就くと密約したのに反発して、姉であるポルキアの夫ルキウス・ドミティウス・アヘノバルブスを執政官選挙に擁立したが敗北。しかし、翌年の執政官選挙（紀元前54年度）では三頭政治側の候補を破ってドミティウスが当選し、カトもプラエトル（法務官）に選出された。この頃より徐々に三頭政治側の繋がりは弱まりつつあり、紀元前53年にカルラエの戦いでクラッススが戦死したことで名実共に崩壊した。カトは反カエサルの旗頭としてポンペイウスへ徐々に接近し、紀元前52年にはクロディウスが暗殺されて混乱状態に陥ったローマを治めるために、ポンペイウスへ単独で執政官に就くように要請した。
カトは紀元前51年の執政官選挙に立候補したものの敗北した。猛烈な贈収賄と選挙違反が横行した選挙であったが、カトは正々堂々と選挙戦を戦った。但し、これがカトにとって最後の執政官選挙への立候補となった。
カエサルがガリア総督として任期が切れる紀元前49年に執政官選挙へ任地から立候補できるように元老院へ依頼があったが、カトら元老院派はカエサルが軍を全て解散した後でなければ認められないと伝えた。カエサルは1つの属州と2つのローマ軍団まで削減すると譲歩し、ポンペイウスやキケロらはカエサルの意向に沿った内容での落ち着きどころを見出そうとしたが、カトはドミティウスやその年の執政官ルキウス・コルネリウス・レントゥルス・クルスらと共にこの譲歩案に対して激しい批判を浴びせ、元老院として一切譲歩しない方針を示し、カエサルに対するセナトゥス・コンスルトゥム・ウルティムムを決議した。カエサル派の護民官らはローマから逃れざるを得なかった。

### ローマ内戦
紀元前49年1月、カエサルは元老院派を打倒するべく、イタリア本土と属州の国境であったルビコン川を渡って、ローマへの進軍を始めた。カトはポンペイウスらの元老院派の中心人物であり、カエサルへの徹底抗戦を誓って、その年の任地であったシキリア属州へと向かったが、ガイウス・スクリボニウス・クリオの軍に攻め込まれたカトは戦闘に入る前に、ポンペイウスの本軍が駐留していたアカエア（ギリシア）へと逃れた。
アカエアでカトは海軍を率いていたが、ポンペイウス率いる陸軍がファルサルスの戦い（紀元前48年8月）で敗北したことから、元老院派の強固な地盤の1つであったアフリカ属州へと逃れ、ウティカへと入った。
東方を平定したカエサルは紀元前47年12月にアフリカへ上陸した。カトはかつての婚約者アエミリアを妻とし、遺恨のあるメテッルス・スキピオと共にポンペイウス死後の元老院派の最高実力者の1人であった。軍団内にはカトを総指揮官としてカエサル派へ向かうとの意見もあったが、カトはメテッルス・スキピオに総司令官を譲って、自らはウティカの守備につくこととした。紀元前46年4月、元老院派はカエサル軍との決戦に敗北（タプススの戦い）、メテッルス・スキピオらは敗死、ティトゥス・ラビエヌスらはヒスパニアへと逃れた。

### 最期

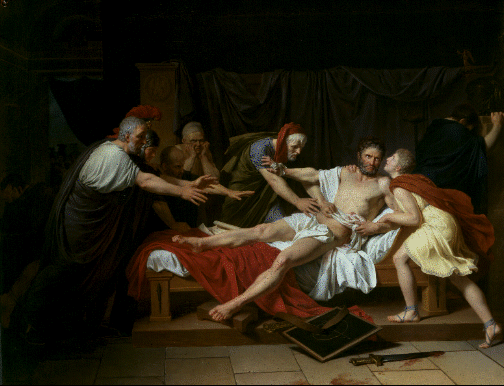
"カト自死 (La Mort de Caton d'Utique) "、フランス人画家ルイ・アンドレ・ガブリエル・ブーシェ（Louis-André-Gabriel Bouchet）による1797年の作

タプススで勝利を収めたカエサルはウティカを包囲してカトに降伏を迫ったものの、「カエサルによって許されるのは王者の徳を受け入れるもの」としてこれを拒み、自刃して果てた。死の直前にプラトンの『パイドン』を読み、霊魂とイデアの不滅を自らに言い聞かせた。ルーブル美術館の『カト全身像』はこの最期の様子をモチーフにしたものである。　プルタルコスの「英雄伝」によれば、カトが刃を自らに突き刺したのを発見した彼の奴隷の1人が医者に連絡して傷口を縫合したが、カトは誰もいなくなったのを確認すると、包帯と縫合を引き剥がして、自ら腸を引抜いて絶命したと伝わっている。
ウティカでのこのエピソードもあって、カトはウティカのカト（カト・ウティケンシス、Cato Uticensis）と称されるようになった。カトの死後、キケロはカトを賞賛した『カト』、カエサルはそれに反論する『反カト』をそれぞれ執筆したが、いずれも現在は散逸している。
カトの死から2年後の紀元前44年3月にカエサルを暗殺したマルクス・ユニウス・ブルトゥスは異父姉セルウィリアの息子で甥に当たり、娘ポルキアと再婚していた。カトはダンテ・アリギエーリの叙事詩『神曲』に登場し、煉獄篇で煉獄山の門番となっている。

## 年表
- 紀元前95年 - ローマで生まれる。
- 紀元前70年代 - ストア派の哲学を学ぶ為、叔父の家を出る。
- 紀元前67年 - マケドニア属州で軍務に就く。この時期にカエピオが死去。
- 紀元前65年 - クァエストルに選出。
- 紀元前63年 - 護民官に選出。カティリナ事件で活躍。
- 紀元前59年 - 反カエサル、反三頭政治の筆頭として活躍。
- 紀元前58年 - キプロスへ属州総督として赴任。
- 紀元前54年 - プラエトルに選出。
- 紀元前52年 - コンスルの選挙に立候補したものの落選。
- 紀元前49年 - ローマ内戦が開始。シキリアに向い、後にギリシアへ逃れる。
- 紀元前48年 - ファルサルスの戦いで敗北し、北アフリカへ向う。
- 紀元前46年 - タプススの戦いで敗北。ウティカで自害。

## エピソード

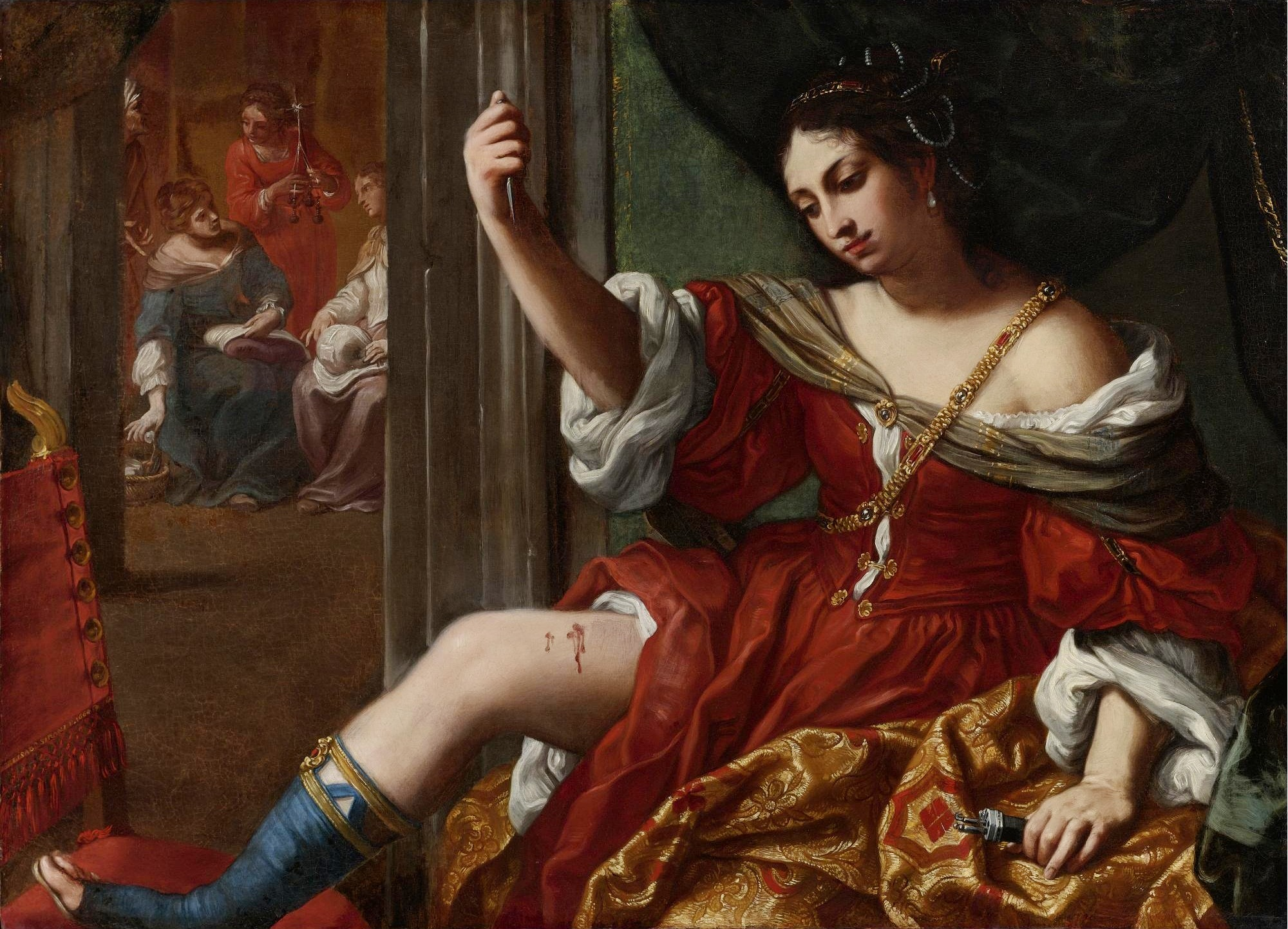
カトの娘ポルキア（エリザベッタ・シラーニ画）

- 当時ローマで雄弁家として著名であったクィントゥス・ホルテンシウス・ホルタルスがカトとの繋がりを求めて、カトの姪・娘を自らの妻に迎えたいと申し込んだ。カトは、「姪・娘は全て結婚していること」「仮に結婚するとしても、ホルテンシウスとでは30歳以上の年の開きがあること」により、この申し出を断った。ホルテンシウスはなおも諦めずに、カトの妻マルキアを自らの妻に迎えたいと申し出た。カトはマルキア及びマルキアの父ルキウス・マルキウス・ピリップスに相談したところ、承諾が得られた為、カトはマルキアと離縁し、マルキアはホルテンシウスの妻となった。
紀元前50年頃にホルテンシウスは死去したが、カトは紀元前49年にローマを離れる際にマルキアとその子供を自らの家に引取り、マルキアと再婚したとされる。政敵カエサルはこの一連の経緯を「ホルテンシウスの遺産目当ての汚い策謀であった」と激しく批判したが、カエサル自身も財産目当ての結婚を再三行っており、カトの清廉さもあってこの批判が大きく広がることはなかった[13]。
- マケドニアでの軍務を終えて、オリエント各地を旅していたカトはポンペイウスが支配下に置いていたアンティオキアへと入った。当時カトは若輩ながらも哲人として著名な存在であった。アンティオキアの住民はカトが通るや道の両側に寄って、カトを迎え入れた。カトの従者はこれに気を良くしたが、アンティオキアの門番はカトがポンペイウスの配下の解放奴隷デメトリオスの従者と勘違いして行ったものであったとカトに語った。カトは「憐れむべき町である」と一言残して間も無く立ち去った。[14]
- ローマ内戦で、当初中立を保っていたキケロがイレルダの戦いでカエサルが苦境に陥っていたのを見て元老院派の本拠であったギリシャへ渡ってきた際に、元老院派の多くがキケロを歓迎する中でカトは「自らはカエサルの長年の政敵であり元老院派に加わる以外に無いが、キケロは中立を保って両派の調停をしてくれれば役に立ったのに、何の理由も何の必要も無いのにその立場をかなぐり捨てた」とキケロを批判した[15]。
- ガイウス・サッルスティウス・クリスプスは「生活の高潔さと厳格さが威厳を与えていた。資産家と財産を、権謀家と権力を争わずに、貞潔と禁欲を誰よりも重んじた。栄誉を求めなかったことで、より大きな栄誉がカトに付随してきた」とカトを評している。[16]
- キケロは高潔な精神を持ちながらそれが国家に不利益をもたらしているとして「ロームルスの汚物にまみれているのではなく、プラトンが提唱した共同体の住人であるかのように物を言う」と評している[17]。